# Westerleesche Lagemeeden
De Westerleesche Lagemeeden is een voormalig waterschap in de Nederlandse provincie Groningen.
Het schap lag ten westen van Winschoten (met name Westerlee). De noordgrens lag ten westen van de Kolkenweg op ongeveer 900 m zuidelijk van het Winschoterdiep en ten westen van de Kolkenweg op de Hoofdweg van Westerlee, de oostgrens lag gedeeltelijk links en gedeeltelijk rechts van de Engelkeslaan, de zuidgrens lag langs de D.H. Vinkersweg en de weg de Beneden Veensloot, de westgrens lag 200 m oostelijk van de Weth. L. Veemanweg en de Meenteweg. Het gemaal dat uitsloeg op de Meedemerafwatering (die in verbinding stond met het Termunterzijldiep), stond aan de Meenteweg, in de meest noordwestelijke hoek van het schap.
Waterstaatkundig gezien ligt het gebied sinds 2000 binnen dat van het waterschap Hunze en Aa's.